# Pongrácz P. Mária
Pongrácz P. Mária (Székelyudvarhely, 1941. december 25. –) erdélyi magyar prózaíró, újságíró, szerkesztő, műfordító.

## Életútja
Középiskolát a kolozsvári 3. számú Elméleti Líceumban végzett (1959), a Babeș-Bolyai Egyetem Bölcsészeti Karán magyar nyelv és irodalom szakos tanári oklevelet szerzett (1964). A temesvári Szabad Szó újságírója, művelődési rovatszerkesztője, 1981-ben Bukarestben a pártfőiskolán doktorált Haladó eszmék a két világháború közötti nemzetiségi sajtóban című értekezése megvédésével. Dolgozatait „újságírói ars poeticának is tekintette” (Graur János), s annak melléktermékeként lapjában Szívük fáklyatüzével című tizenkét részes sorozatot közölt a feldolgozott lapok egykori készítőivel, köztük Bálint-Izsák Lászlóval, Reiter Róberttel, Szerényi Istvánnal. A Szabad Szó szerkesztőbizottságának tagja (1974-84), majd főszerkesztője (1984-89); az 1989-es változás után indult Temesvári Új Szó munkatársa, 1991-től ugyanott az Agenda című román hetilap újságírója.

## Munkássága
Első írása, egy pályadíjat nyert novella, a Dolgozó Nő hasábjain jelent meg (1962). Alkotásait nemcsak a magyar sajtó, hanem a România literară és Orizont című román szépirodalmi folyóiratok is közölték. Kötetbe szerkesztette Gozsdu Elek prózaíró Weisz Annához írt leveleinek gyűjteményét (Anna-levelek, 1969), előszót és jegyzeteket írt Mikszáth kisregényeinek Temesvárt kiadott válogatásához (1973), emlékkönyvet szerkesztett Endre Károly 90. születésnapja tiszteletére (A Parnasszus ölében. Temesvár, 1983) s kötetbe foglalva utószóval látta el Hans Mokka karcolatait, anekdotáit Temesvári kadenciák (Temesvár, 1995) címmel.
Magyarra fordította Mihai Avramescu és Anghel Dumbrăveanu regényeit, Iosif Naghiu és Iosif Schwartz egy-egy színdarabját s Achimescu Ildikóval együtt magyarból románra ültette át Majtényi Mihály délvidéki magyar író A garabonciás című regényét (Pancsova 1986) és Hans Mokka kötetét (Promenada amintirilor).
Regényei, novellái, amelyekben lírai betétek, burleszk és fantasztikus elemek szövik át, oldják és színezik a tömény epikát, a modern realizmus jegyében fogantak. A párhuzamos cselekményszövés, a többsíkú szerkesztés lehetőségeit messzemenően kihasználva és érvényesítve a szerző összetett embertípusokat, bonyolult – gyakorta végletes – helyzeteket teremt. A közvetlen előadás, az egyszerű, sallangtalan stílus elkötelezettje.

## Kötetei
- Búcsú a szigetektől (kisregény, Temesvár, 1976)
- Havak küszöbén (regény, Temesvár, 1981)
- A Parnasszus ölében. Endre Károly avagy egy életmű megközelítése; Facla, Temesvár, 1983
- Az elfűrészelt árnyék (novellák, karcolatok, 1987)
- A Kőfaragó patak. Karcsi regénye; Creanga, Bukarest, 1990
- Arckép lepkékkel; Concord Media, Arad, 2005 (Irodalmi jelen könyvek)
- A kopasz város; Concord Media Jelen, Arad, 2013
- Virágasszony; Művészeti és Irodalmi Jelen, Budapest, 2021 (Irodalmi jelen könyvek)

Egy kötetnyi novellája Amiaza cu flori címmel Ildico Achimescu fordításában jelent meg románul (Temesvár, 1985).